# EONIA
EONIA (ang. Euro Overnight Index Average) – referencyjna stopa międzybankowych operacji depozytowych typu O/N (ang. overnight, tj. z dnia na dzień) na rynku pieniężnym strefy euro. Oblicza się ją jako ważoną średnią stóp oprocentowania jednodniowych niezabezpieczonych operacji depozytowych denominowanych w euro zawartych przez wybrane banki komercyjne działające na rynku pieniężnym strefy euro. EONIA publikowana jest codziennie przez Europejski Bank Centralny.
EONIA jest, obok stopy EURIBOR, jedną z najważniejszych stóp referencyjnych odzwierciedlających sytuację na rynku pieniężnym i kredytowym w strefie euro i jako taka pełni istotną rolę w mechanizmie transmisji monetarnej. Dlatego Europejski Bank Centralny stara się stabilizować poziom stopy EONIA wokół poziomu oficjalnej stopy referencyjnej repo.
W okresie kryzysu na globalnych rynkach finansowych, zwłaszcza po upadku banku Lehman Brothers we wrześniu 2008, efektywność sterowania stopą EONIA wyraźnie się zmniejszyła, na co wskazywał wzrost wartości oraz zmienności spreadu między stopą EONIA a stopą repo. W odpowiedzi na załamanie się rynku pieniężnego w strefie euro, EBC od października 2008 podjął działania mające na celu zapewnienie płynności bankom w strefie euro, m.in. zmieniając sposób przeprowadzania głównych operacji refinansujących oraz wprowadzając dodatkowe długoterminowe operacje refinansujące (ang. longer-term refinancing operations, LTRO). W efekcie EONIA obniżyła się do poziomu wyraźnie niższego niż stopa referencyjna repo, nieco powyżej stopy depozytowej EBC; w późniejszym okresie stopniowe wycofywanie się EBC z działań zwiększających płynność oddziaływało w kierunku podwyższenia stopy EONIA. Na kształtowanie się stopy EONIA od 2010 r. wpływał także europejski kryzys zadłużeniowy, przyczyniając się do wzrostu jej zmienności.